# San Cristobal Tepeojuma
San Cristobal Tepeojuma är en kommunhuvudort i Mexiko.   Den ligger i kommunen Tepeojuma och delstaten Puebla, i den sydöstra delen av landet, 110 km sydost om huvudstaden Mexico City. San Cristobal Tepeojuma ligger 1 464 meter över havet och antalet invånare är 5 131.
Terrängen runt San Cristobal Tepeojuma är kuperad åt sydost, men åt nordväst är den platt. Runt San Cristobal Tepeojuma är det ganska tätbefolkat, med 149 invånare per kvadratkilometer. Närmaste större samhälle är Izúcar de Matamoros, 13,8 km söder om San Cristobal Tepeojuma. I omgivningarna runt San Cristobal Tepeojuma växer huvudsakligen savannskog.